# Street Fighting Years
Street Fighting Years är det åttonde studioalbumet av det skotska bandet Simple Minds, utgivet 1989. Albumet producerades av Trevor Horn och Stephen Lipson.
Låten "Street fighting years" skrevs till minne av Victor Jara.

"Mandela Day" framfördes på konserten "Nelson Mandela 70th Birthday Tribute" i juni 1988.
9 juni 1989 spelade Simple Minds på Stockholm Stadion, 30 september besökte de Göteborgs Scandinavium. På turnén var det 8 man på scen, förutom ordinarie: Jim, Charlie, Mick MacNeil och Mel Gaynor, var det Malcolm Foster (bas), Andy Duncan (slagverk), Annie McCaig (körsång) och Lisa Germano (fiol, dragspel).

## Låtlista
1. Street fighting years (Simple Minds) - 6:26
2. Soul crying out (Simple Minds) - 6:08
3. Wall of love (Simple Minds) - 5:21
4. This is your land (Simple Minds) - 6:22
5. Take a step back (Simple Minds) - 4:22
6. Kick it in (Simple Minds) - 6:11
7. Let it all come down (John Giblin, Simple Minds) - 4:57
8. Mandela day (Simple Minds) - 5:45
9. Belfast Child (Traditional, Text Simple Minds) - 6:42
10. Biko (Peter Gabriel) - 7:35
11. When spirits rise (Simple Minds) - 2:01

## Musiker
- Jim Kerr: sång
- Charles Burchill: gitarr
- Michael MacNeil: piano, dragspel, keyboards
- Mel Gaynor: trummor
- John Giblin, Stephen Lipson: bas
- Manu Katche: trummor
- Lisa Germano: fiol

- Lou Reed: sång på "This is your land"
- Stewart Copeland: Rytminstrument

- Sidney Thiam, Abdul M'Boup, Leroy Williams, William Lithgow, Sheena McKenzie, Maureen Kerr, Roger Sharp, John Altman, Lorna Bannon